# Convenio europeo para la protección de los animales de compañía

Firmantes del Convenio para la protección de los animales de compañía.

El Convenio europeo para la protección de los animales de compañía es un tratado del Consejo de Europa para promover el bienestar de los animales de compañía y garantizar estándares mínimos para su tratamiento y protección. El tratado se firmó en 1987 y entró en vigor el 1 de mayo de 1992, después de que al menos cuatro países lo hubieran ratificado. La adhesión al tratado es abierta y no se limita a los países miembros del Consejo de Europa. A marzo de 2019, ha sido ratificado por 24 estados.

## Contenido
La Convención está dividida en siete capítulos:
1. Provisiones generales
2. Principios para el mantenimiento de animales de compañía.
3. Medidas complementarias para animales callejeros.
4. Información y educación
5. Consultas multilaterales
6. Enmiendas
7. Provisiones finales

## Países firmantes
| País                                      | Firmado                  | Ratificado               | Entrada en vigor       |
| ----------------------------------------- | ------------------------ | ------------------------ | ---------------------- |
| Austria                                   | 2 de octubre de 1997     | 10 de agosto de 1999     | 1 de marzo de 2000     |
| Azerbaiyán                                | 22 de octubre de 2003    | 19 de octubre de 2007    | 1 de mayo de 2008      |
| Bélgica                                   | 13 de noviembre de 1987  | 20 de diciembre de 1991  | 1 de julio de 1992     |
| Bulgaria                                  | 21 de mayo de 2003       | 20 de julio de 2004      | 1 de febrero de 2005   |
| Chipre                                    | 9 de diciembre de 1993   | 9 de diciembre de 1993   | 1 de julio de 1994     |
| República Checa                           | 24 de junio de 1998      | 23 de septiembre de 1998 | 24 de marzo de 1999    |
| Dinamarca                                 | 13 de noviembre de 1987  | 20 de octubre de 1992    | 1 de mayo de 1993      |
| Finlandia                                 | 2 de diciembre de 1991   | 2 de diciembre de 1991   | 1 de julio de 1992     |
| Francia                                   | 18 de diciembre de 1996  | 3 de octubre de 2003     | 1 de mayo de 2004      |
| Alemania                                  | 21 de junio de 1988      | 27 de mayo de 1991       | 1 de mayo de 1992      |
| Grecia                                    | 13 de noviembre de 1987  | 29 de abril de 1992      | 1 de noviembre de 1992 |
| Italia                                    | 13 de noviembre de 1987  | 19 de abril de 2011      | 1 de noviembre de 2011 |
| Letonia                                   | 1 de marzo de 2010       | 22 de octubre de 2010    | 1 de mayo de 2011      |
| Lituania                                  | 11 de septiembre de 2003 | 19 de mayo de 2004       | 1 de diciembre de 2004 |
| Luxemburgo                                | 13 de noviembre de 1987  | 25 de octubre de 1991    | 1 de mayo de 1992      |
| Países Bajos                              | 13 de noviembre de 1987  |                          |                        |
| Noruega                                   | 13 de noviembre de 1987  | 3 de febrero de 1988     | 1 de mayo de 1992      |
| Portugal                                  | 13 de noviembre de 1987  | 28 de junio de 1993      | 1 de enero de 1994     |
| Rumanía                                   | 23 de junio de 2003      | 6 de agosto de 2004      | 1 de marzo de 2005     |
| Serbia                                    | 2 de diciembre de 2010   | 2 de diciembre de 2010   | 1 de julio de 2011     |
| España                                    | 9 de octubre de 2015     | 19 de julio de 2017      | 1 de febrero de 2018   |
| Suecia                                    | 14 de marzo de 1989      | 14 de marzo de 1989      | 1 de mayo de 1992      |
| Suiza                                     | 13 de noviembre de 1990  | 3 de noviembre de 1993   | 1 de junio de 1994     |
| Turquía                                   | 18 de noviembre de 1999  | 28 de noviembre de 2003  | 1 de junio de 2004     |
| Ucrania                                   | 5 de julio de 2011       | 9 de enero de 2014       | 1 de agosto de 2014    |
| Los países en cursiva dejan cola docking. |                          |                          |                        |

Una revisión del tratado realizada en 1995 resultó en modificaciones menores del texto y permitió a los estados signatarios declararse exentos de ciertos párrafos del tratado. Posteriormente, varios países adicionales firmaron y ratificaron el tratado, haciendo uso de esta disposición al declararse exentos de la prohibición de la caudectomía. Ningún país que haya ratificado el tratado ha hecho ninguna reserva con respecto a las otras cirugías estéticas prohibidas por §10: otectomía, extirpado de cuerdas vocales y oniquectomía.